# Préfecture de Shiga
Pour les articles homonymes, voir Shiga (homonymie).
Shiga (滋賀県, Shiga-ken) est une préfecture du Japon située au centre de Honshū.

## Histoire
« Ceux qui contrôlent Ōmi, contrôlent le Japon. » Ce vieux proverbe japonais se réfère à l'ancienne province d'Ōmi, devenue la préfecture de Shiga et à son importance stratégique car elle entoure le lac Biwa, le plus grand lac du Japon, et l'un des plus anciens du monde.

## Géographie
Elle est bordée des préfectures de Kyoto, Fukui, Gifu et Mie.
L'importance de la région, outre celle du lac, est liée à sa position « à la croisée des chemins », entre l'est et l'ouest du Japon. Porte du Kansai d'un côté, elle est également un passage obligé pour se rendre du sud de l'archipel nippon vers la capitale Tokyo.
La préfecture de Shiga est située au centre de l'île de Honshū, à 500 kilomètres de Tokyo, et 10 de Kyoto. Elle est entièrement entourée de montagnes : les chaînes des monts Ibuki et Suzuka la bordent à l'est, et celle des monts Hira et du mont Hiei à l'ouest.
Le lac Biwa, plus grand réservoir d'eau douce du Japon occupe environ 1/6 de sa superficie totale.

### Villes
Liste des 13 villes de la préfecture :
- Higashiōmi
- Hikone
- Kōka
- Konan
- Kusatsu
- Maibara
- Moriyama
- Nagahama
- Ōmihachiman
- Ōtsu (chef-lieu de la préfecture)
- Rittō
- Takashima
- Yasu

### Bourgs par districts
Liste des 3 districts de la préfecture, ainsi que de leurs 6 bourgs :
| - District d'Echi Aishō - District de Gamō Hino Ryūō | - District d'Inukami Kōra Taga Toyosato |

## Économie
Avant la Seconde Guerre mondiale, l'économie était essentiellement basée sur le secteur primaire, et donc l'agriculture (présence de très nombreuses rivières entre les rives du lac, et les montagnes qui le bordent). Depuis les années 1960, la croissance économique est continue.

## Jumelages
La préfecture de Shiga est jumelée avec les municipalités ou régions suivantes :
- Hunan (Chine) depuis le 25 mars 1983 ;
- Michigan (États-Unis) depuis le 14 novembre 1968 ;
- Rio Grande do Sul (Brésil) depuis le 5 mai 1980.